# ポーツマス海軍造船所
ポーツマス海軍造船所 (ポーツマスかいぐんぞうせんじょ、Portsmouth Naval Shipyard) は、アメリカ合衆国のメイン州キタリーにあるアメリカ海軍の造船所（海軍工廠）。ポーツマス海軍工廠 (Portsmouth Navy Yard) とも呼ばれる。
造船所はピスカタカ川の中洲にあり、名の由来となったニューハンプシャー州ポーツマス市は川を挟んだ対岸にある。
この海軍工廠において、日露戦争の講和条約であるポーツマス条約が交渉・調印された。

## 概要
工廠は1800年に開設されており、アメリカ合衆国で最も古い海軍工廠の一つである。1814年には74門搭載の戦列艦「ワシントン（USS Washington）」が建造されている。また、1974年まではポーツマス海軍刑務所（Portsmouth Naval Prison）も併設されていた。
1905年にはセオドア・ルーズベルト大統領の仲介により、ポーツマス条約の交渉地となった。大日本帝国とロシア帝国の代表団は、ポーツマス市の隣のニューキャッスル（New Castle, New Hampshire）のホテルから、船で工廠に赴いて交渉を行った。2005年には調印100周年の記念式典が行われている。
2005年に一時、工廠の閉鎖が検討されたものの、従業員をはじめとする反対運動が行われ、閉鎖は撤回されることとなった。
2021年9月、アメリカ海軍は造船所インフラ最適化プログラム（Shipyard Infrastructure Optimization Program、SIOP）の一環として、ポーツマス海軍造船所の近代化に着手した。